# 丰塔纳弗雷达
丰塔纳弗雷达（義大利語：Fontanafredda），是意大利弗留利-威尼斯朱利亚大区波代诺内省的一个市镇。总面积46.33平方公里，人口11458人，人口密度247.3人/平方公里（2009年）。ISTAT代码为093022。